# جایزه بزرگ عربستان سعودی
جایزه بزرگ عربستان سعودی (به انگلیسی: Saudi Arabian Grand Prix، به عربی: جائزة السعودية الكبرى)یک مسابقه اتومبیلرانی فرمول یک است که قرار است برای اولین بار در سال ۲۰۲۱ برگزار شود. این مسابقه قرار است در شهر جده برگزار شود. همچنین عربستان سعودی برنامه ای برای تغییر مکان برگزاری به قدیه را هم دارد.
این جایزه بزرگ قرار است دومین مسابقه شبانه کامل در تقویم فرمول یک، پس از مسابقه جایزه بزرگ سنگاپور باشد

## تاریخچه
در اوت ۲۰۱۹، برنامه‌ریزی برای ساخت یک مجموعه دائمی برای مسابقات موتوری در شهر قدیه به اطلاع عموم رسید. این پروژه توسط Test and Training International، که یک شرکت مشاوره اتومبیل‌رانی به ریاست الکساندر وورز، راننده سابق فرمول یک، با هدف ایجاد یک پیست کلاس جهانی با قابلیت میزبانی از همه رده‌های فیا طراحی شده‌است. در ژانویه ۲۰۲۰، برنامه‌ها برای یک پیست مسابقه در شهر قدیه به‌طور رسمی در یک رویداد تأیید شد، جایی که الکساندر وورز، در کنار رانندگان فعلی و سابق فرمول یک ظاهر شد که به آنها امکان رانندگی با طرح، در یک شبیه‌سازی مسابقه داده شد. در طی این رویداد، تأیید شد که مسیر با استانداردهای (FIA) و (FIM) طراحی شده‌است. در آن زمان، فرمول یک از اظهار نظر در مورد احتمال برگزاری یک مسابقه خودداری کرد.

## پیست
پیست خیابانی جده در شهر جده میزبان این جایزه بزرگ خواهد بود. این پیست مجاور دریای سرخ ساخته خواهد شد و توسط هرمان تیلکه طراحی شد.

## انتقادات
سازمان عفو بین‌الملل به برگزاری این رویداد ورزشی در عربستان سعودی انتقاد کرده‌است و مدعی است که میزبانی این مسابقات توسط عربستان سعودی، به‌منظور انحراف توجه جهان از نقض گستردهٔ حقوق بشر در این کشور انجام می‌گیرد.

## برندگان
| سال   | راننده        | تیم                         | گزارش |
| ----- | ------------- | --------------------------- | ----- |
| ۲۰۲۱  | لوییس همیلتون | مرسدس                       | گزارش |
| ۲۰۲۲  | ماکس فرستاپن  | ردبول ریسینگ-آربی‌پی‌تی       | گزارش |
| ۲۰۲۳  | سرجیو پرز     | ردبول ریسینگ-هوندا آربی‌پی‌تی | گزارش |
| ۲۰۲۴  | ماکس فرستاپن  | ردبول ریسینگ-هوندا آربی‌پی‌تی | گزارش |
| منبع: |               |                             |       |